# 未央区
未央区是陕西省西安市的一个市辖区，地处西安市北郊，是西安市城六区之一，也是中共西安市委和西安市人民政府的驻地。其西与咸阳市相接；南以大兴路、红庙坡路、纬二十六街与莲湖区相接，以龙首北路、马旗寨路与新城区相接；东以灞河与灞桥区相接；北以渭河与咸阳市相接。名称由区内的汉未央宫而来，商业区在未央路沿线。区人民政府驻張家堡街道龍首北路西段1號。

## 行政区划
未央区下辖12个街道办事处：
张家堡街道、三桥街道、辛家庙街道、徐家湾街道、大明宫街道、谭家街道、草滩街道、六村堡街道、未央宫街道、汉城街道、建章路街道和未央湖街道。

## 人口
根據全國第七次人口普查統計數據顯示：全区常住人口为733403人。

## 旅游
- 汉长安城遗址
- 未央宫遗址
- 大明宫遗址
- 未央湖
- 含元殿遗址

## 教育
- 长安大学渭水校区
- 西安医学院北校区
- 陕西科技大学北校区
- 西安工业大学北校区
- 西安交通大学城市学院
- 西安中学
- 西安市第七十五中学

## 農特產品
- 仙桃未央1号、未央2号
- 酥梨